# Vojna zrakoplovna baza Edwards
Vojna zrakoplovna baza Edwards (IATA: EDW, ICAO: KEDW, FAA: EDW) je baza Ratnog zrakoplovstva SAD-a koja se nalazi u Dolini antilopa na granici američkih okruga Kern i Los Angeles u Kaliforniji. 
Sjedište je 412. Test Winga, dijela USAF-a koje se bavi analizom i izvješćima za sva testiranja zrakoplova na zemlji i u zraku, sustavima naoružanja, programima kao i izradom modela i simulacija.

## Povijest vojne baze
Baza je izvorno bila poznata pod nazivom Vojno letilište Muroc (eng.: Muroc Army Air Field). U spomen na pilota Glen Edwardsa (1918. – 1948.) koji je poginuo prilikom testiranja letećeg krila Northrop YB-49, baza od 8. prosinca 1949. godine nosi njegovo ime.
Baza je tijekom povijesti nosila više imena: 
- Muroc Lake Bombing i Gunnery Range od rujna 1933.
- Army Air Base, Muroc Lake od 23. srpnja 1942.
- Army Air Base, Muroc od 2. rujna 1942.
- Muroc Army Airfield od 8. studeni 1943.
- Muroc Air Force Base od 12. veljače 1948.